# جعفری‌تبار
جعفری‌تبار نام خانوادگی افراد زیر است:
- مجید جعفری‌تبار (زاده ۱۳۴۰) روحانی شیعه ایرانی و مفسّر، قاری و فعال قرآنی
- حسن جعفری‌تبار (متولد ۱۳۴۶) حقوق‌دان ایرانی و دانشیار دانشگاه تهران